# Zuluföldi bozótgébics
A zuluföldi bozótgébics (Laniarius ferrugineus) a madarak osztályának verébalakúak (Passeriformes) rendjébe és a bokorgébicsfélék (Malaconotidae) családjába tartozó faj.

## Rendszerezése
A fajt Johann Friedrich Gmelin német természettudó írta le 1788-ban, a Lanius nembe Lanius ferrugineus néven.

## Alfajai
- Laniarius ferrugineus ferrugineus (Gmelin, 1788)
- Laniarius ferrugineus natalensis Roberts, 1922
- Laniarius ferrugineus pondoensis Roberts, 1922
- Laniarius ferrugineus savensis da Rosa Pinto, 1963
- Laniarius ferrugineus tongensis Roberts, 1931
- Laniarius ferrugineus transvaalensis Roberts, 1922[2]

## Előfordulása
Afrika déli részén, Botswana, a Dél-afrikai Köztársaság, Mozambik, Szváziföld és Zimbabwe területén honos. Természetes élőhelyei a szubtrópusi és trópusi száraz erdők, mangroveerdő, síkvidéki esőerdők, szavannák és cserjések, folyók és patakok környéke, valamint ültetvények és vidéki kertek. Állandó, nem vonuló faj.

## Megjelenése
Testhossza 23 centiméter, testtömege  53-69 gramm.

## Szaporodása
|  |

## Természetvédelmi helyzete
Az elterjedési területe nagyon nagy, egyedszáma pedig stabil. A Természetvédelmi Világszövetség Vörös listáján nem fenyegetett fajként szerepel.